# Halálszurdok
A Halálszurdok (Death Gulch) szűk völgy a Yellowstone Nemzeti Parkban, az Egyesült Államokban. A vulkanikus tevékenység táplálta mofetta szén-dioxid gázt ereszt ki, ami megül a hasadékban és megöl minden élőt. A park medvéi és más állatok gyakran esnek a láthatatlan gázréteg áldozatául.

## Külső hivatkozás
- A szurdok egy látképe a Park honlapjáról